# Finał Grand Prix w łyżwiarstwie figurowym 2014/2015
Finał Grand Prix w łyżwiarstwie figurowym 2014/2015 – siódme, a zarazem ostatnie w kolejności zawody łyżwiarstwa figurowego z cyklu Grand Prix 2014/2015 do których zakwalifikowało się 6 najlepszych zawodników/par, które zgromadziły najwięcej punktów w sześciu poprzednich zawodach GP. Zawody odbywały się równolegle z Finałem Junior Grand Prix w łyżwiarstwie figurowym 2014/2015, czyli ósmymi zawodami podsumowującymi cykl Junior Grand Prix 2014/2015 do których zakwalifikowało się 6 najlepszych zawodników/par, które zgromadziły najwięcej punktów w sześciu poprzednich zawodach JGP. Zawody rozgrywano od 11 do 14 grudnia 2014 roku w hali Centre de Convencions Internacional de Barcelona w Barcelonie.
Wśród solistów triumfował Japończyk Yuzuru Hanyū. W konkurencji solistek zwyciężyła Rosjanka Jelizawieta Tuktamyszewa. W konkurencji par sportowych złoty medal zdobyli reprezentanci Kanady Meagan Duhamel i Eric Radford. W rywalizacji par tanecznych zwyciężyli ich rodacy Kaitlyn Weaver i Andrew Poje.
W kategorii juniorów wśród solistów zwycięstwo odniósł Japończyk Shōma Uno, zaś w konkurencji solistek Rosjanka Jewgienija Miedwiediewa. W parach sportowych w kategorii juniorów triumfowali Kanadyjczycy Julianne Séguin i Charlie Bilodeau. Z kolei w juniorskich parach tanecznych złoty medal zdobyli Rosjanie Anna Janowska i Siergiej Mozgow.

## Wyniki

### Kategoria seniorów

#### Soliści (S)

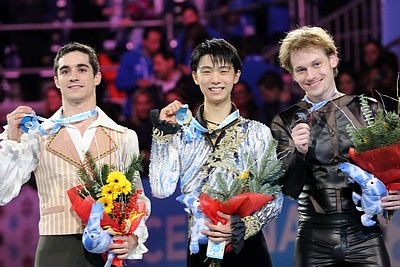
Medaliści w konkurencji solistów seniorów, od lewej Javier Fernández (ESP), Yuzuru Hanyū (JPN), Siergiej Woronow (RUS)

| Poz. | Zawodnik         | Nota łączna | SP | SP    | FS | FS     |
| ---- | ---------------- | ----------- | -- | ----- | -- | ------ |
| 1    | Yuzuru Hanyū     | 288,16      | 1  | 94,08 | 1  | 194,08 |
| 2    | Javier Fernández | 253,90      | 5  | 79,18 | 2  | 174,72 |
| 3    | Siergiej Woronow | 244,53      | 4  | 84,48 | 3  | 160,05 |
| 4    | Maksim Kowtun    | 242,27      | 3  | 87,02 | 5  | 155,25 |
| 5    | Takahito Mura    | 235,37      | 6  | 78,35 | 4  | 157,02 |
| 6    | Tatsuki Machida  | 216,13      | 2  | 87,82 | 6  | 128,31 |

#### Solistki (S)

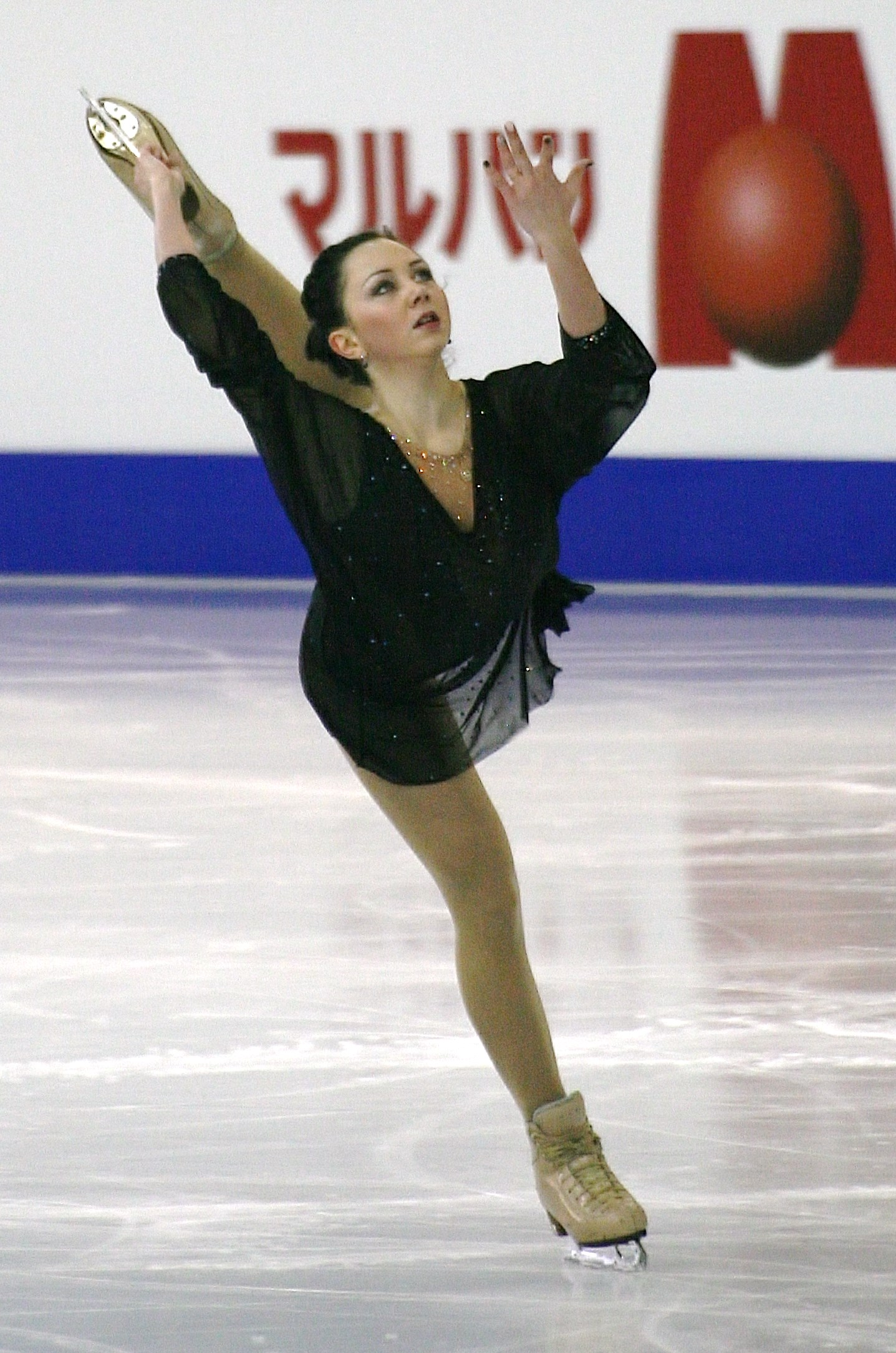
Zwyciężczyni wśród solistek seniorek Jelizawieta Tuktamyszewa (RUS)

| Poz. | Zawodniczka              | Nota łączna | SP | SP    | FS | FS     |
| ---- | ------------------------ | ----------- | -- | ----- | -- | ------ |
| 1    | Jelizawieta Tuktamyszewa | 203,58      | 1  | 67,52 | 1  | 136,06 |
| 2    | Jelena Radionowa         | 198,74      | 3  | 63,89 | 2  | 134,85 |
| 3    | Ashley Wagner            | 189,50      | 6  | 60,24 | 3  | 129,26 |
| 4    | Anna Pogoriła            | 180,29      | 4  | 61,34 | 4  | 118,95 |
| 5    | Julija Lipnicka          | 177,79      | 2  | 66,24 | 6  | 111,55 |
| 6    | Rika Hongo               | 176,13      | 5  | 61,10 | 5  | 115,03 |

#### Pary sportowe (S)
| Poz. | Zawodnicy                          | Nota łączna | SP | SP    | FS | FS     |
| ---- | ---------------------------------- | ----------- | -- | ----- | -- | ------ |
| 1    | Meagan Duhamel / Eric Radford      | 220,72      | 1  | 74,50 | 1  | 146,22 |
| 2    | Ksienija Stołbowa / Fiodor Klimow  | 213,72      | 2  | 72,33 | 2  | 141,39 |
| 3    | Sui Wenjing / Han Cong             | 194,31      | 3  | 66,66 | 5  | 127,65 |
| 4    | Peng Cheng / Zhang Hao             | 191,79      | 5  | 62,46 | 3  | 129,33 |
| 5    | Yu Xiaoyu / Jin Yang               | 187,79      | 4  | 62,71 | 6  | 125,08 |
| 6    | Yūko Kawaguchi / Aleksandr Smirnow | 184,54      | 6  | 55,97 | 4  | 128,57 |

#### Pary taneczne (S)

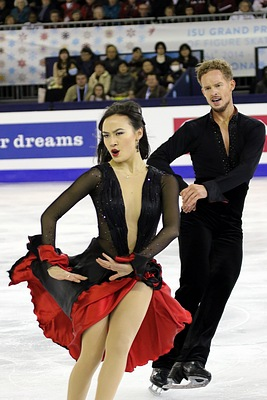
Srebrni medaliści w parach tanecznych seniorów Madison Chock / Evan Bates (USA)

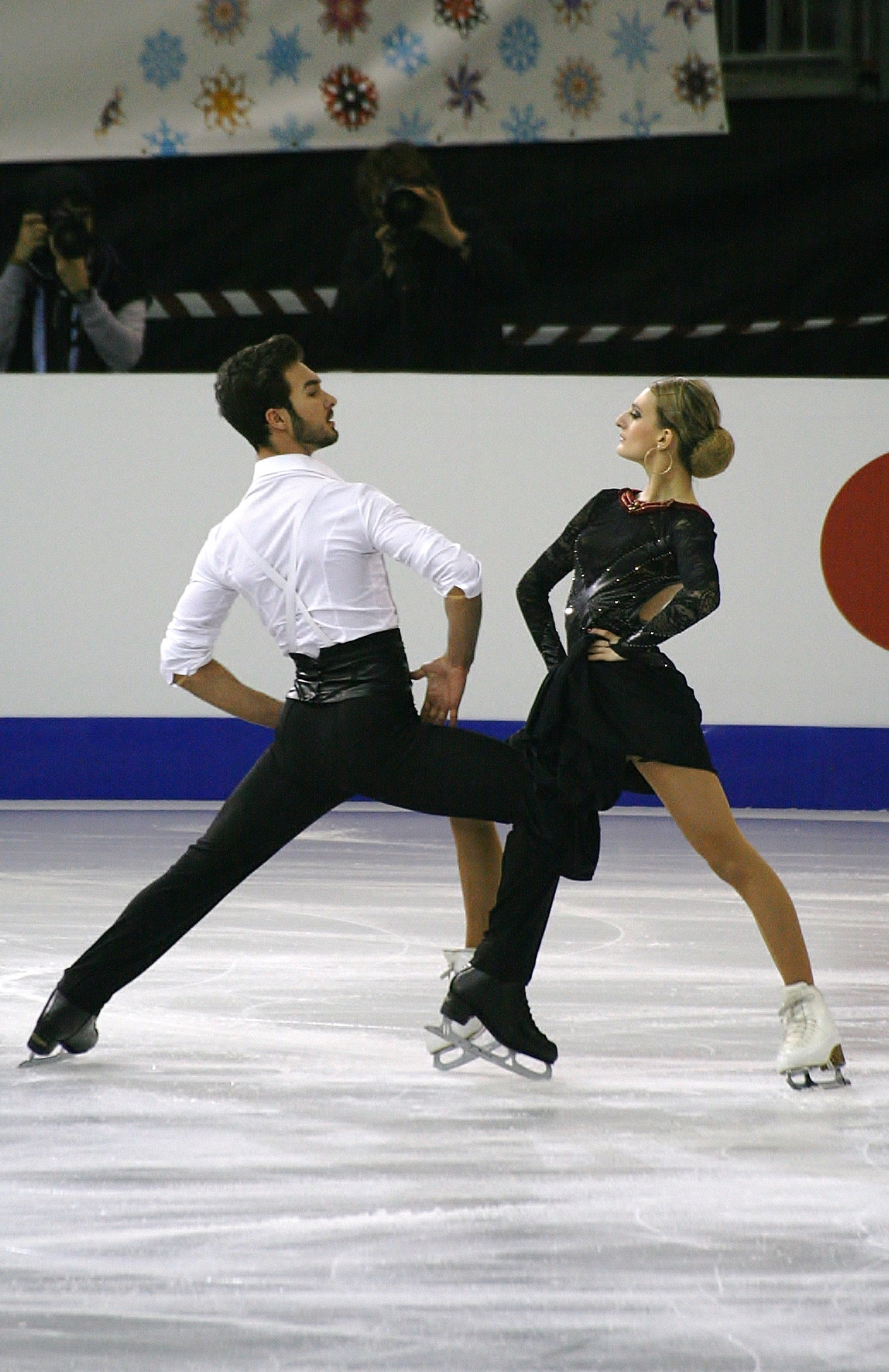
Brązowi medaliści wśród par tanecznych seniorów Gabriella Papadakis / Guillaume Cizeron (FRA)

| Poz. | Zawodnicy                               | Nota łączna | SD | SD    | FD | FD     |
| ---- | --------------------------------------- | ----------- | -- | ----- | -- | ------ |
| 1    | Kaitlyn Weaver / Andrew Poje            | 181,14      | 1  | 71,34 | 1  | 109,80 |
| 2    | Madison Chock / Evan Bates              | 167,09      | 2  | 65,06 | 2  | 102,03 |
| 3    | Gabriella Papadakis / Guillaume Cizeron | 162,39      | 5  | 61,48 | 3  | 100,91 |
| 4    | Maia Shibutani / Alex Shibutani         | 158,94      | 3  | 63,90 | 6  | 95,04  |
| 5    | Piper Gilles / Paul Poirier             | 158,16      | 4  | 62,49 | 5  | 95,67  |
| 6    | Jelena Iljinych / Rusłan Żyganszyn      | 156,46      | 6  | 60,25 | 4  | 96,21  |

### Kategoria juniorów

#### Soliści (J)
| Poz. | Zawodnik          | Nota łączna | SP | SP    | FS | FS     |
| ---- | ----------------- | ----------- | -- | ----- | -- | ------ |
| 1    | Shōma Uno         | 238,27      | 3  | 75,21 | 1  | 163,06 |
| 2    | Sōta Yamamoto     | 213,12      | 1  | 76,14 | 3  | 136,98 |
| 3    | Aleksandr Pietrow | 207,14      | 4  | 70,07 | 2  | 137,07 |
| 4    | Jin Boyang        | 201,02      | 2  | 75,30 | 5  | 125,72 |
| 5    | Roman Sadovsky    | 185,47      | 6  | 56,98 | 4  | 128,49 |
| 6    | Lee June-hyoung   | 180,39      | 5  | 57,42 | 6  | 122,97 |

#### Solistki (J)
| Poz. | Zawodniczka             | Nota łączna | SP | SP    | FS | FS     |
| ---- | ----------------------- | ----------- | -- | ----- | -- | ------ |
| 1    | Jewgienija Miedwiediewa | 190,89      | 1  | 67,09 | 1  | 123,80 |
| 2    | Sierafima Sachanowicz   | 186,01      | 2  | 66,05 | 2  | 119,96 |
| 3    | Wakaba Higuchi          | 178,09      | 5  | 60,37 | 3  | 117,72 |
| 4    | Marija Sotskowa         | 175,99      | 4  | 62,28 | 4  | 113,71 |
| 5    | Yuka Nagai              | 172,34      | 3  | 62,99 | 5  | 109,35 |
| 6    | Miyu Nakashio           | 144,44      | 6  | 51,74 | 6  | 92,70  |

#### Pary sportowe (J)
| Poz. | Zawodnicy                                   | Nota łączna | SP | SP    | FS | FS     |
| ---- | ------------------------------------------- | ----------- | -- | ----- | -- | ------ |
| 1    | Julianne Séguin / Charlie Bilodeau          | 175,57      | 1  | 59,22 | 1  | 116,35 |
| 2    | Lina Fiodorowa / Maksim Miroszkin           | 165,78      | 2  | 59,04 | 2  | 106,74 |
| 3    | Marija Wygałowa / Jegor Zakrojew            | 161,75      | 3  | 57,41 | 3  | 104,34 |
| 4    | Darja Bieklemiszczewa / Maksim Bobrow       | 131,57      | 4  | 48,61 | 6  | 82,96  |
| 5    | Kamiłła Gajnietdinowa / Siergiej Aleksiejew | 130,14      | 5  | 46,59 | 5  | 83,55  |
| 6    | Chelsea Liu / Brian Johnson                 | 124,86      | 6  | 39,05 | 4  | 85,81  |

#### Pary taneczne (J)
| Poz. | Zawodnicy                        | Nota łączna | SD | SD    | FD | FD    |
| ---- | -------------------------------- | ----------- | -- | ----- | -- | ----- |
| 1    | Anna Janowska / Siergiej Mozgow  | 148,58      | 1  | 59,12 | 1  | 89,46 |
| 2    | Ałła Łoboda / Pawieł Drozd       | 136,31      | 2  | 53,72 | 2  | 82,59 |
| 3    | Bietina Popowa / Jurij Własienko | 131,88      | 3  | 50,52 | 3  | 81,36 |
| 4    | Mackenzie Bent / Garrett MacKeen | 128,61      | 4  | 49,28 | 4  | 79,33 |
| 5    | Madeline Edwards / Zhao Kai Pang | 122,39      | 5  | 47,60 | 5  | 74,79 |
| 6    | Darja Morozowa / Michaił Żyrnow  | 113,26      | 6  | 46,99 | 6  | 66,27 |